# Kita-karamete Iwa
Kita-karamete Iwa är en kulle i Antarktis. Den ligger i Östantarktis. Norge gör anspråk på området. Toppen på Kita-karamete Iwa är 30 meter över havet.
Terrängen runt Kita-karamete Iwa är platt. Trakten är obefolkad. Det finns inga samhällen i närheten.